# 동삼초등학교
동삼초등학교는 대한민국 부산광역시 영도구 동삼동에 있는 공립 초등학교이다.

## 학교 연혁
- 1939년 3월 14일 부산목도공립심상소학교 동삼분교장 설치 인가
- 1941년 4월 1일 부산목도공립국민학교 동삼분교장으로 개칭[1]
- 1942년 4월 1일 동삼공립국민학교 승격
- 1950년 6월 1일 동삼국민학교로 개칭
- 1983년 3월 1일 태종대국민학교 분리(18학급)
- 1989년 3월 1일 중리국민학교 분리(22학급)
- 1996년 3월 1일 동삼초등학교로 개칭[2]
- 2005년 4월 1일 다목적강당 신축
- 2015년 5월 18일 예절체험실 구축
- 2015년 7월 1일 영도소식지 제273호 게재(동삼 그린비 환경체험활동)
- 2016년 2월 2일 급식실 도시가스 배관공사
- 2016년 2월 23일 강당 천정 보수 및 옥상 방수공사
- 2016년 4월 1일 영도소식지 제282호 게재(다도를 통한 인성교육)
- 2016년 6월 10일 부산교육 비전21 학교장 다도교육 게재
- 2016년 6월 10일 학습준비물실 구축
- 2016년 7월 14일 부산교육뉴스 방영(동삼 다도교육 소개)
- 2016년 7월 21일 부산교육신문 8면 전면 게재
- 2016년 9월 1일 부산교육 비전21 가을호 표지 장식
- 2016년 12월 1일 영도소식지 제290호 게재(성과발표회)
- 2017년 3월 10일 소방시설 유량계, 압력탱크 교체, 방화셔터(폐쇄기)수리
- 2017년 8월 7일 WEE클래스구축공사, 특별실 및 도서관 현대화, 중앙현관 리모델링, 회의실 바닥정비
- 2017년 10월 21일 서편·동편 화장실 개수공사, 소방시설 보수
- 2017년 12월 29일 건강체력교실 구축, 각 교실 및 특별실 공기청정기 설치
- 2018년 1월 5일 교사 내부 복도 및 옥상 난간대 설치
- 2018년 1월 18일 3년 연속 동삼초등학교 방과후 우수학교 선정 보도(국제신문[3], 리더스 경제신문[4])
- 2018년 3월 1일 제30대 강영희 교장 부임
- 2018년 5월 28일 특수학급 시설현대화 공사
- 2018년 9월 8일 운동장 스탠드 타일구축 공사, 별관 이중창호 교체 공사
- 2018년 9월 10일 식생활교육실 구축 공사
- 2019년 2월 1일 학생용 신발장 및 우산꽂이 비치
- 2019년 2월 21일 제77회 졸업식(47명)(총 16079명)
- 2019년 3월 1일 17학급(특수 1 포함) 편성
- 2019년 6월 3일 배움터지킴이실 설치
- 2019년 8월 31일 학교 중문 설치
- 2020년 2월 3일 플로러프린터 구입
- 2020년 2월 10일 강당 의자 교체
- 2020년 2월 19일 방송실 냉방기 설치
- 2020년 2월 21일 제78회 졸업식(60명)(총 16139명)
- 2020년 2월 26일 방충망 설치(전교실), 학생용 옷걸이 구입(전학반)
- 2020년 3월 1일 17학급(특수 1 포함) 편성
- 2020년 3월 6일 운동장 배수로 덮개 구입
- 2020년 7월 8일 강당 장애인 편의시설 확충(경사로)
- 2020년 8월 7일 학교 위험수목 정비
- 2020년 8월 8일 66번 버스 정류장 이전

## 참고 자료
- 동삼초등학교 - 한국교육학술정보원 학교알리미